# 軍官與淑女
《軍官與淑女》是中國電視公司（中視）八點檔時裝連續劇，1992年7月14日於中國電視大廈一樓大廳開鏡，1992年9月9日至1992年10月20日首播。該劇是1991年中視八點檔連續劇《長官好》的續集，描寫中華民國海軍左營基地內的軍官愛情故事，主要角色均為當時新生代演員，故有早期偶像劇的味道。該劇以「女生戲」為主，不同於中華電視公司（華視）連續劇《大地勇士》以「男生戲」為主。
該劇導演是來自香港的羅列燊。該劇三位節目助理之一的李猶龍是當時該劇的上尉連絡官，負責在軍方與製作公司之間協調拍戲事宜，退伍後擔任新聞主播而著名。

## 演員

### 國防部女青年工作大隊
| 演員   | 角色   | 備註 |
| 善妮   | 江曼萍 | 政戰學校畢業（詳見前作長官好），與田有芬被分發到國防部女青年工作大隊擔任分隊長，中尉。 在一次艦上晚會中受到卞翔邀情伴舞，當時心中不願放棄軍校時期的連長曾國豪，對卞翔有所顧忌，最後接受追求，兩人開始發展戀情。                               |
| 林千鈺 | 田有芬 | 政戰學校畢業，與江曼萍被分發到國防部女青年工作大隊擔任分隊長，中尉。 起先對海軍兵器長王振平帶有好感但被拒絕，之後仍維持朋友關係。 |
| 張婉怡 | 徐秀玲 | 政戰學校畢業，本與丁淑靜在同一單位，因職務需求被調任到國防部女青年工作大隊擔任分隊長，中尉。 曾被花志中追求並未心動，後與義務役士兵周太鴻一見鍾情並展開交往。                                                                                 |
| 張 庭  | 黃雅琳 | 國防部女青年工作大隊分隊長，中尉。 江曼萍等人的學妹，但比她們更早到國防部女青年工作大隊任職，（因此可以推斷江曼萍等人畢業之後應該在其他單位服務過）被花志中看上而陷入熱戀，卻不小心懷孕，事情曝光後遭到勒令退伍，並搬入馮玉如在台北的租屋處。 |
| 鄧程惠 | 王素珍 | 國防部女青年工作大隊第二中隊隊長，少校。 方育淇的輔導學妹。調任至左營不久後發現已經懷有身孕，有位在大膽島服役的軍官丈夫。 |
| 任芳儀 | 李儀   | 女青年工作大隊隊員。 |
| 陳美伶 | 邱玉娟 | 女青年工作大隊隊員。 |
| 杜 霏  | 姚蓓蓓 | 女青年工作大隊隊員。 |

### 左營海軍基地
| 演員           | 角色   | 備註 |
| 錢小豪         | 卞翔   | 海軍直昇機大隊飛行官，500MD反潛直升機正駕駛，上尉。 為人正直，具正義感，擅長拳擊，過往出任務時因墜機被救回，卻犧牲了他的學長李劍英，因此與馮玉如母子有份愧歉之情。在海軍艦上的晚會中邀請江曼萍共舞，隨後展開追求，突破江曼萍心防後開始交往，兩人經歷過許多事件，感情漸漸催化，相約互訂終生。 |
| 焦恩俊         | 花中   | 海軍直昇機大隊飛行官，500MD反潛直升機副駕駛，中尉。 典型的花花公子性格，到處搭訕女軍官，最後看上黃雅琳，卻因親密關係使對方懷孕，原本為了家中老母親的醫療問題不願負責，後體悟到黃雅琳才是他的摯愛，從頭開始苦苦追求，兩人終於恢復交往。                                                       |
| 戈偉家         | 佟海生 | 海軍海蛟大隊飛彈快艇駕駛，上尉。 遇到異性就會開始語無論次的軍官，偶然的機會裡在基地看到丁淑靜，留下不錯的印象。有次為了救援丁淑靜遭受情敵馮立明以槍托打傷右手掌，在她的耐心陪伴、勸說，同意接受手術與復健。                                                                                  |
| 劉克勉         | 王振平 | 海軍陽字號驅逐艦927號兵器長，少校。 與飛行官李劍英為致友，對馮玉如母子照顧有加，而面對田有芬的愛慕之意，態度始終保守。 |
| 胡佩蓮         | 丁淑靜 | 政戰學校畢業（詳見前作長官好），被分發到海軍艦隊司令部政二組擔任政戰官，中尉。 起初接受馮立明的追求，並在他身邊學習英文，後看穿真面目，加上佟海生出面即時救援，受到感動之下，開始轉而接受佟海生的心意。                                                                                      |
| 庹宗康         | 周太鴻 | 海軍直升機大隊修護隊，義務役士兵。 是位熱愛飛機的維修兵，在接受江曼萍輔導時產生好感，熱情追求但不被接受，轉向與其交往對象卞翔下戰帖，退伍前才對江曼萍徹底死心，隨後與徐秀玲交往。 |
| 林 偉          |        | 海軍直昇機大隊修護隊士官長。 |
| 任志君         | 李劍英 | 卞翔的學長，殉職直昇機大隊飛官。 |
| 尤國棟         |        | 海軍直昇機大隊中隊長。 |
| 姜厚任（客串） |        | 海軍直昇機大隊大隊長。 |
| 蔡文星（客串） |        | 海軍水中爆破大隊隊長。 |

### 其他角色
| 演員           | 角色                             | 備註 |
| 周孝穎         | 卞輝                             | 卞翔的弟弟，遊手好閒之人，為逼迫馮玉如賣掉房子，與其兄馮立明聯手，並成為成為鍾大頭同夥之一，後染上毒癮，同時為了保護哥哥卞翔，和鍾大頭反目，甚至犧牲自己的性命。 |
| 鄭宜雰         | 馮玉如                           | 殉職飛官李劍英之妻，小貴的媽媽，原為海軍左營基地營站老闆娘，因遭受太多紛擾而賣掉原本的房子，從左營搬家至台北展開新生活。                                         |
| 游肯德         | 小貴                             | 李劍英與馮玉如之子，卞翔的乾兒子。 |
| 聶秉賢         | 馮立明                           | 補習班英文老師，馮玉如的哥哥，曾喜歡過丁淑靜，為了要求自己的妹妹讓出房子，與卞輝搭上線，並成為鍾大頭同夥之一。                                                   |
| 林耀坤         | 鍾大頭                           | 本業為南部建商，實為流氓，與卞輝、馮立明成為同夥，原本遭到警方逮捕卻逃跑，對破壞計畫的卞翔懷恨在心，不計一切要殺害他與周邊的人，後被卞翔制伏交送警方。           |
|                | 黑龍                             | 被鍾大頭僱來的殺手，提供槍支給卞輝與馮立明。 |
| 龍老大         | 自稱中國偷渡客、黑龍的孿生兄弟。 | |
| 殷玉媚         | 娜娜                             | 風塵女子，參與陷害卞翔的計畫，曾經與馮立明有染。 |
| 李猶龍（客串） | 李元寶（Robert、羅伯李）         | 突然出現追求江曼萍，滿口英文的華人男性，被周圍的人稱作假洋鬼子。                                                                                                 |
| 王重正（客串） | 田三哥                           | 田有芬的三哥。 |
| 洪 流          | 田亞公                           | 田有芬於美濃老家的祖父。 |

## 劇情
江曼萍的情敵連長方育淇肺癌過世後，其未婚夫曾國豪遠走美國、並決定終身不再婚娶，令一直暗戀曾國豪的江曼萍對感情感到灰心。政治作戰學校畢業後，江曼萍和同學田有芬被分發到海軍左營基地的國防部女青年工作大隊，也是好友的丁淑靜跟徐秀玲則在海軍左營基地的政戰組服務。第一天報到時，因田有芬邀請好姊妹們去美濃老家吃辦桌，錯過了報到的時間，也和女青年工作大隊黃雅琳為首的學妹們種下心結。
在海軍左營基地擔任海軍直升機飛官的卞翔，對於殉職的學長感到自責，多年來毫無怨言地照顧學長的遺孤馮玉如母子，因此在軍區經常受到指點，幸好同袍學弟對他相當信任。一日晚間，卞翔為首的軍官為學長的遺子小貴慶生，和被小貴調戲的田有芬和丁淑靜發生衝突。不久，海軍左營基地舉辦聯歡晚會，江曼萍為幫好姊妹報復，答允和卞翔共舞趁機搗蛋，未料這場活動牽住了多少姻緣。
屬於卞翔管轄的大學役男周太鴻感情不順被江曼萍輔導，結果反而為江曼萍帶來周太鴻對她死纏爛打的惡夢。卞翔心中對江曼萍情有獨鍾，不但幫她解圍，又在誤會重重之下確切表達他的愛意，讓江曼萍熄滅多年的愛情終於死灰復燃。然而責任心重的卞翔為了照顧馮玉如，被江曼萍視為花心多情；而對曾國豪念念不忘的江曼萍，亦讓卞翔受到「替代品」的質疑吃醋；再加上江曼萍希望卞翔辭去飛行員的職務卻被拒絕，多少次的風波卻都使他們的感情更加心心相印。
花志中，人如其姓，由於小時候的陰影，讓他只把女人當成解悶的玩物；他在晚會上邂逅黃雅琳，卻私下接連對丁淑靜和徐秀玲搭訕，讓江曼萍知道黃雅琳是最大的受害者。但江曼萍和黃雅琳相處不融洽，亦讓黃雅琳以為江曼萍等人是在對她做小動作。黃雅琳後來知道花志中腳踏多條船，雖然氣在頭上，但仍然發生親密關係。黃雅琳懷孕後，花志中起初不願負責，黃雅琳只好傷心地從女青年工作大隊辭職、跟馮玉如母子一起生活。黃雅琳離開後，花志中這才發現自己最愛的是黃雅琳，於是改變原來吊兒郎當的形象，努力做一個要成家的好男人。
不善言語表達但穩重善良的佟海生，對丁淑靜一見鍾情。可是丁淑靜之前和方育淇的胞弟方可飛有過感情，到左營服務後又跟馮玉如的胞兄馮立明相處甚歡，對呆頭鵝的佟海生不大理睬。佟海生暗中知道馮立明心懷不軌，卻無法當面揭發，又被冤枉，只能默默保護及苦戀丁淑靜。後來佟海生和卞翔合力相救，丁淑靜免於被馮立明迷姦，遂被佟海生的愛意感動、接受了他。
三對軍官與淑女，在走過重重的危機後，終於開花結果，結為夫婦，永浴愛河。

## 電視劇歌曲
| 曲別   | 歌名             | 演唱者 | 作詞           | 作曲   |
| 片頭曲 | 風中淑女         | 殷正洋 | 易家揚、張寶凌 | 林東   |
| 片尾曲 | 這裡有愛等我回來 | 蔡榮祖 | 謝明訓         | 黃卓穎 |
| 插曲   | 關於我和你       | 蔡榮祖 |                |        |

## 工作人員
第一集片頭工作人員表
- 製作人：周孝友　策劃：羅雄、席台昌、林彩香　執行製作：蔡文星　編劇：劉凡楨
- 編審：黃孝石　節目助理：劉金木、陳定國、李猶龍

最後一集片尾工作人員表
- 外景錄影：李強　外景成音：張雲海　外景攝影：趙洪海　攝影助理：王瑞祥
- 外景燈光：盈鑫　道具：陳鵬州、黃鵬利　梳妝：劉弘彬　化妝：陳聆薇、林春杏
- 服裝：張碧玉　音效：富國錄音室　剪輯：鄭錦棠　美術陳設：邱存斌
- 電腦繪圖：唐瑋明　場記：林巧燕　副導演：王重正　技術指導：林源邦
- 燈光：許慈化、宮文中　攝影：古南淦、劉孟明、劉蒼柏　音訊：張邦雄、盧日昌
- 視訊：翁懋埼　美術指導：賴泓齊　現場指導：楊繼剛　助理導播：李花崗
- 導播：林添

## 外部連結
- 《軍官與淑女》導演羅列燊的雅虎奇摩部落格[永久]

## 節目的變遷
| 中視 週一至週五 20:00～21:00        | 中視 週一至週五 20:00～21:00         | 中視 週一至週五 20:00～21:00 |
| ----------------------------------- | ------------------------------------ | ---------------------------- |
|                                     | 軍官與淑女 （1992.9.9 - 1992.10.20） |                              |
| 財神爺報到 （1992.7.15 - 1992.9.8） | 再世情緣 （1992.10.21 - 1992.12.4）  |                              |